# Roland Harper
Roland St. George Tristram „Roly“ Harper (* 23. April 1907 in Merstham, Surrey; † 24. April 1989 in Sevenoaks) war ein britischer Hürdenläufer, der sich auf die 110-Meter-Distanz spezialisiert hatte.
Bei den British Empire Games 1930 in Hamilton wurde er für England startend Fünfter über 120 Yards Hürden. 1932 schied er bei den Olympischen Spielen in Los Angeles trotz einer persönlichen Bestzeit von 14,9 s im Halbfinale aus. 